# Sorghum trichocladum
Sorghum trichocladum är en gräsart som först beskrevs av Eduard Hackel, och fick sitt nu gällande namn av Carl Ernst Otto Kuntze. Sorghum trichocladum ingår i släktet durror, och familjen gräs. Inga underarter finns listade i Catalogue of Life.